# Верховинские говоры

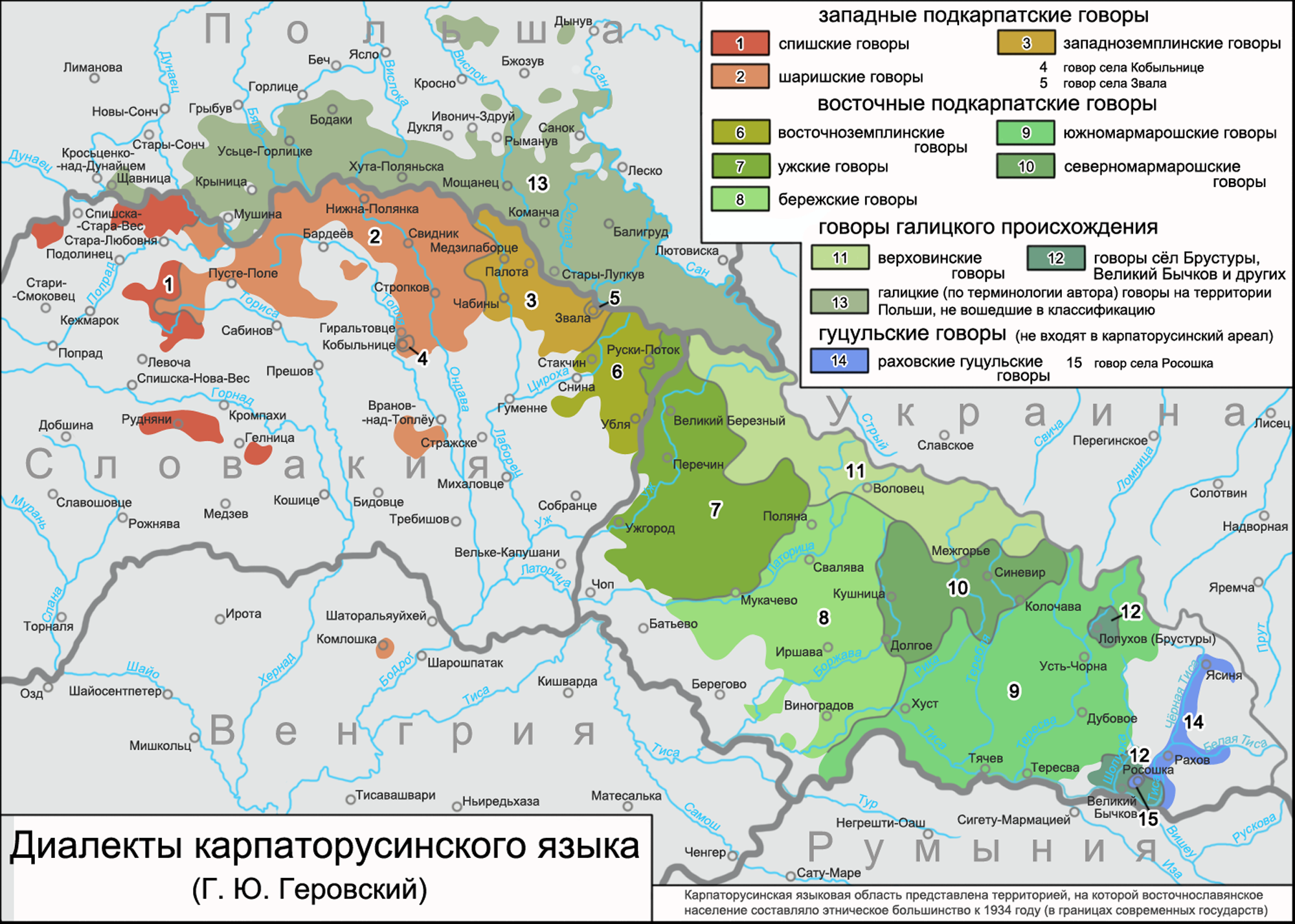
Область распространения верховинских говоров на карте карпаторусинских диалектов (по классификации Г. Ю. Геровского)

Верхови́нские го́воры (также севернозакарпатские говоры; русин. верховинська бесіда; укр. верховинські говірки, північнозакарпатські говірки) — восточнославянские говоры, распространённые в северных частях Ужгородского, Мукачевского и Хустского районов Закарпатской области Украины. Выделяются в классификациях Г. Ю. Геровского и И. А. Дзендзелевского примерно в одинаковых границах. Рассматриваются как часть закарпатской группы говоров юго-западного наречия украинского языка или как часть восточного диалектного ареала карпаторусинского языка. Г. Ю. Геровский относил верховинские говоры к говорам нового происхождения подкарпаторусского диалекта малорусского наречия русского языка, из основой по его мнению были переселенческие говоры галицкой группы западномалорусского диалекта.

## Диалектные особенности
Верховинские говоры выделяются в закарпатском диалектном регионе в первую очередь по распространению континуанта этимологических гласных о и е в новозакрытом слоге — i: кiн’ «конь», вiл «вол», нiс «нос»; лiд «лёд», нiс «нёс», пiк «пёк».
Согласно исследованиям Г. Ю. Геровского, верховинские говоры соединяют в себе исконные диалектные черты говоров регионов, расположенных к северу от Карпат, и повлиявшие на верховинские черты говоров Закарпатья. В числе диалектных особенностей говоров Верховины он отмечает распространение форм вопросительных местоимений хто «кто» и с’ч’о или шо/ш’о «что»; наличие глагольных форм 3-го лица единственного и множественного числа настоящего времени с твёрдой согласной т (хо́дит «ходит», иду́т «идут»). В отношении произношения гласной в позиции после заднеязычных к, г, х верховинские диалектный регион делится на две части. В одной из них, к северо-востоку от Великого Березного, примыкающей к ужскому ареалу, произносят гласную и (ки́снути «киснуть», ру́ки́ «руки», но́ги «ноги», хи́жа «дом»), в другой, в районе Воловца, примыкающей к бережскому и мармарошскому ареалам, произносят гласную ы (кы́снути, ру́кы, но́гы, хы́жа).